# U-Bahnhof Olivais

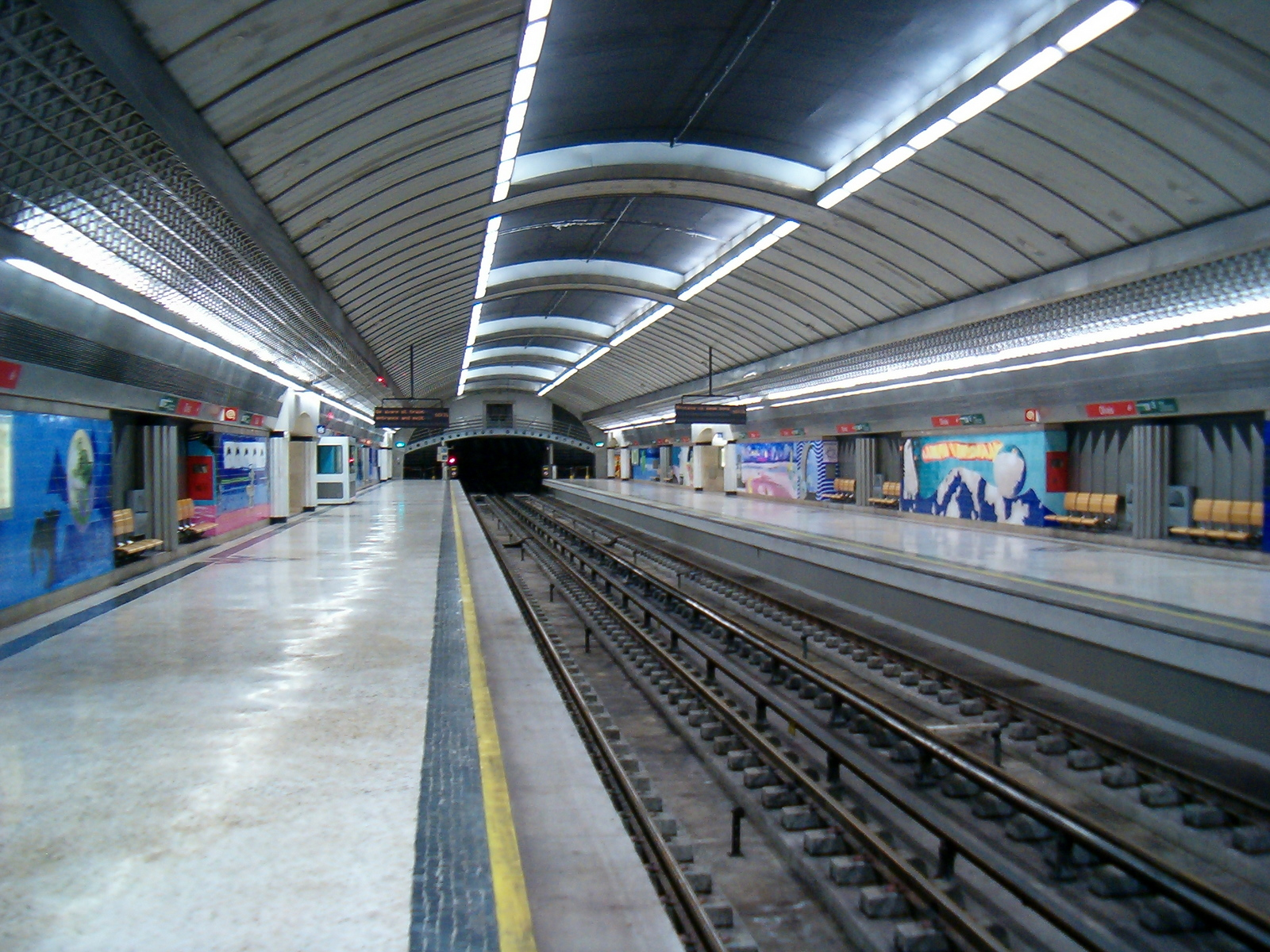
Der Bahnhof Olivais

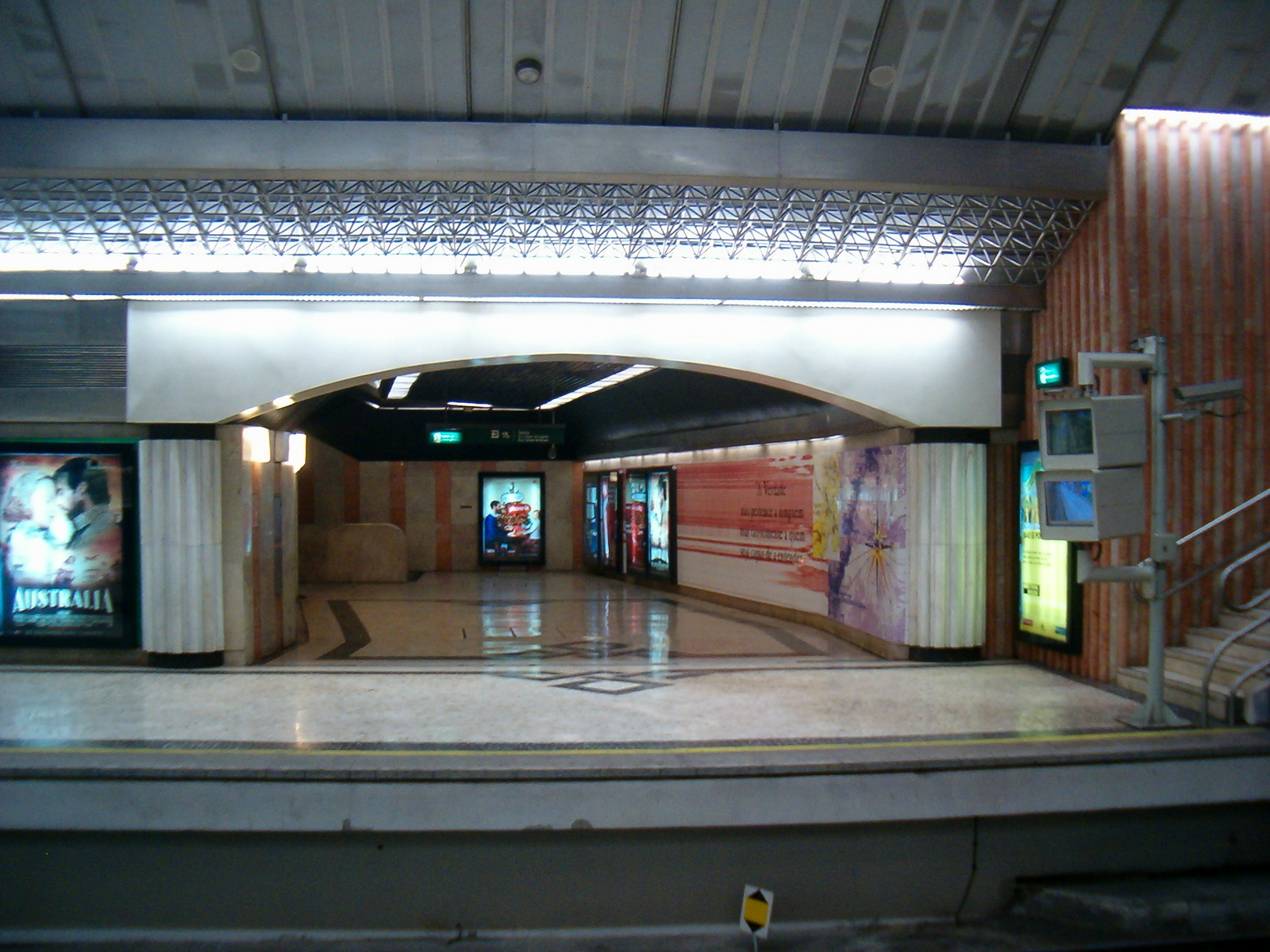
Im Seitenschiff befinden sich die Zugänge zum Zwischengeschoss

Olivais ist ein U-Bahnhof der Linha Vermelha der Metro Lissabon, des U-Bahn-Netzes der portugiesischen Hauptstadt. Der Bahnhof befindet sich an der Kreuzung der Straßen Rua Cidade de Bissau und Rua de Luanda in der Lissabonner Stadtgemeinde Olivais. Die Nachbarbahnhöfe sind Chelas und Cabo Ruivo; der Bahnhof ging am 7. November 1998 in Betrieb.

## Geschichte
Der U-Bahnhof Olivais gehört zur anlässlich der Weltausstellung 1998 erbauten Linha Vermelha zwischen Alameda und Oriente. Während jedoch die Linie selbst noch vor der Weltausstellung (am 19. Mai 1998) eröffnet wurde, gab es an den geplanten Bahnhöfen Olivais und Cabo Ruivo Erdabsenkungen, sodass diese erst später in Betrieb gehen konnte. Der Bahnhof Olivais wurde am 7. November 1998 eröffnet.
Den Entwurf des Bahnhofs übernahm der Architekt Rui Cardim. Prägend für Olivais ist, dass der Bahnhof besonders tief liegt; mit 36 Metern gehört der Bahnhof zu den tiefsten der Metro Lissabon. Dies ermöglichte auch eine architektonische seltene Variante im Lissabonner Metrobau: So sind die beiden 105 Meter langen Seitenbahnsteige komplett einsehbar, die Sicht ist nicht durch ein quer liegendes Zwischengeschoss beeinträchtigt. Die Ausgänge befinden sich in jeweils einem Seitenschiff, von wo aus Stein- und Fahrtreppen die Fahrgäste zu einem Zwischengeschoss mit den üblichen Zugangssperren, Fahrkartenschaltern sowie Einkaufsmöglichkeiten bringen. Von dort aus wiederum gibt es Ausgänge in jede Himmelsrichtung, der Bahnhof liegt direkt im Zentrum des Bezirks Olivais Sul. Mehrere Aufzugsanlagen ermöglichen auch mobilitätseingeschränkten Personen die Benutzung des Bahnhofes.
Der Künstler Nuno de Siqueira entwarf mehrere Fliesengemälde, auf denen er den Anteil Portugals zur Entwicklung der Moderne hervorheben möchte, insbesondere durch die Reise Vasco da Gamas und der Marienerscheinung von Fátima. Die Künstlerin Cecília de Sousa wiederum versuchte den Spuren des Namens „Olivais“ auf den Grund zu gehen und stellt dies mit mehreren Skulpturen dar. Als Hinweis auf die frühere landwirtschaftliche Prägung des Gebietes sind auch ein Kutschrad und ein Schleifstein einer Ölpresse zu sehen.

## Verlauf
Am U-Bahnhof bestehen Umsteigemöglichkeiten zu den Buslinien der Carris.
| Linie | Verlauf |
| ----- | --- |
|       | Aeroporto – Encarnação – Moscavide – Oriente – Cabo Ruivo – Olivais – Chelas – Bela Vista – Olaias – Alameda – Saldanha – São Sebastião |